# Бик (Салаж)
Бик (рум. Bic) насеље је у Румунији у округу Салаж у општини Шимлеу Силваниеј. Oпштина се налази на надморској висини од 375 m.

## Становништво
Према подацима из 2002. године у насељу је живело 62 становника, од којих су сви румунске националности.